# Estación de Estrella
Estrella es una estación de la línea 9 del Metro de Madrid situada bajo la M-30, perpendicular a la misma, siguiendo el eje del Camino de Vinateros y la calle Estrella Polar. La estación está situada entre los distritos de Moratalaz y Retiro, dando servicio al barrio del mismo nombre que la estación. La estación se abrió al público el 31 de enero de 1980.

## Accesos
Vestíbulo Moratalaz

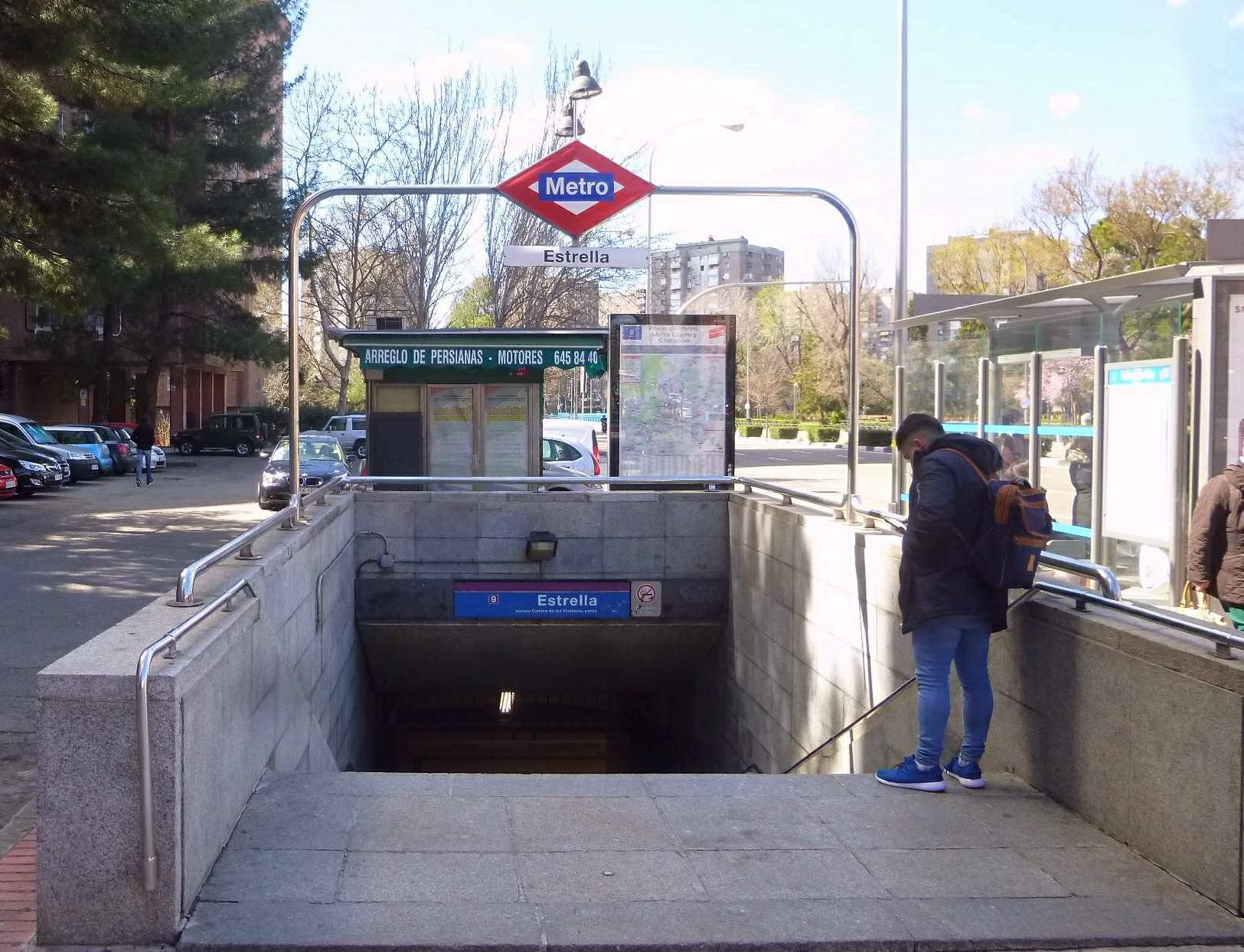
Acceso a la estación.

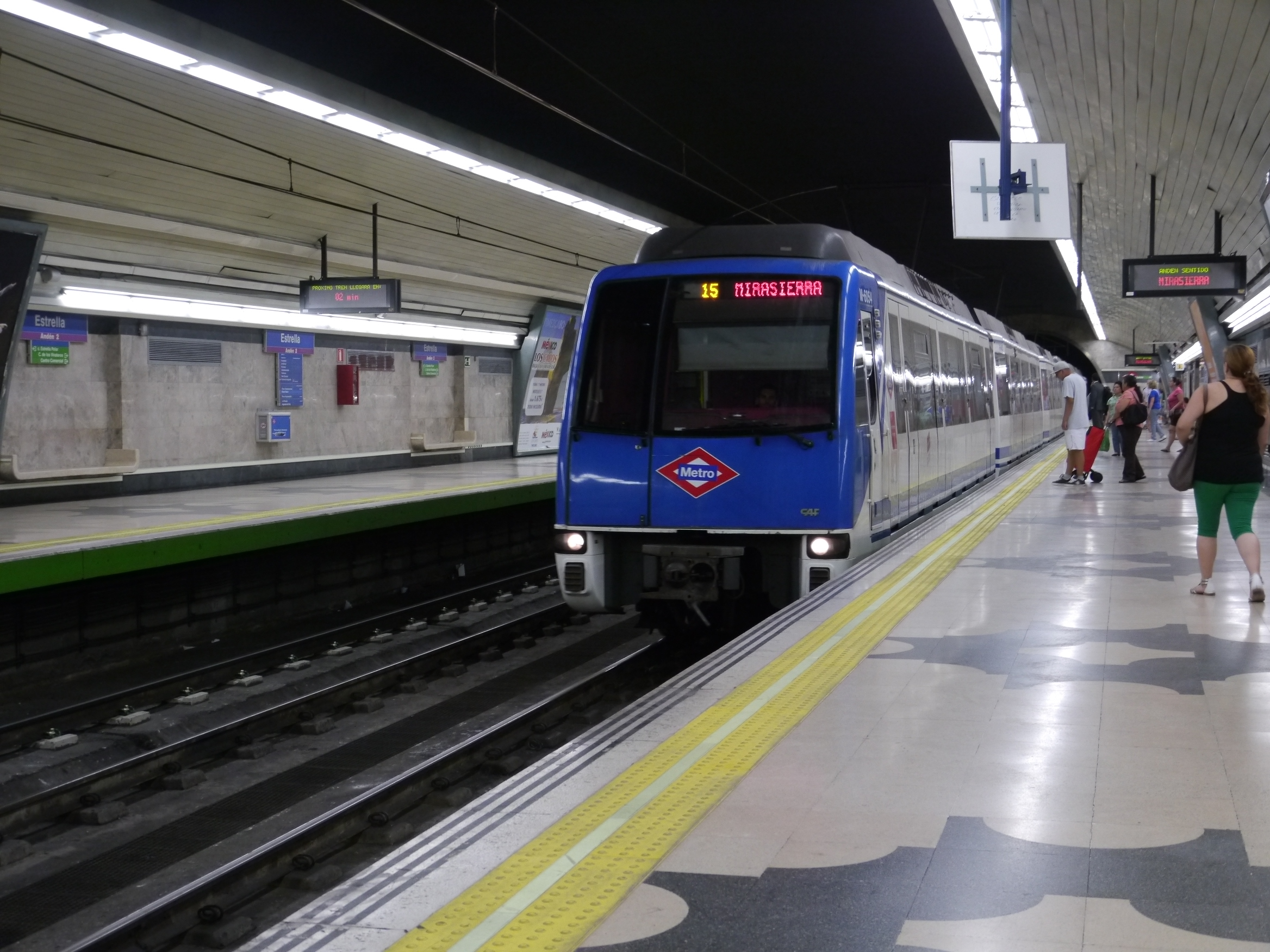
Un CAF 6000 llegando.

- Camino de los Vinateros, impares Cº de Vinateros, 1
- Camino de los Vinateros, pares Cº de Vinateros, 10

Vestíbulo Estrella
- Estrella Polar C/ Sirio, 34

## Líneas y conexiones

### Metro
| << cabecera   | < estación       | línea | estación > | cabecera >>                                         |
| ------------- | ---------------- | ----- | ---------- | --------------------------------------------------- |
| Paco de Lucía | Sáinz de Baranda |       | Vinateros  | Arganda del Rey Cambio de tren en Puerta de Arganda |

### Autobuses
| Diurnos   |                            |                                |
| Línea     | Destino                    | Parada                         |
| 20        | Pavones                    | 826 VINATEROS-CENTRO COMERCIAL |
| 30        | Pavones                    | 826 VINATEROS-CENTRO COMERCIAL |
| 32        | Pavones                    | 826 VINATEROS-CENTRO COMERCIAL |
| 20        | Sol / Sevilla              | 827 VINATEROS-CALLE 30         |
| 30        | Avenida de Felipe II       | 827 VINATEROS-CALLE 30         |
| 32        | Plaza de Jacinto Benavente | 827 VINATEROS-CALLE 30         |
| Nocturnos |                            |                                |
| Línea     | Destino                    | Parada                         |
| N8        | Pavones                    | 826 VINATEROS-CENTRO COMERCIAL |
| N8        | Plaza de Cibeles           | 827 VINATEROS-CALLE 30         |